# 南希·雪佛
南希·史密斯·雪佛（英語：Nancy Smith Schaefer，1936年6月28日—2010年3月26日）是美國共和黨籍女性政治人物，2004年至2008年間任喬治亞州參議院議員。

## 生平
出生於喬治亞州克萊頓，具有德國血統。曾就讀喬治亞大學和亞特蘭大藝術學院，畢業於衛斯理安學院。
雪佛在1986年成立了基金會「Schaefer Family Concerns, Inc.」，反對墮胎和同性戀婚姻，並推動在公共場所展示十誡。她也曾經是喬治亞州浸信會的第一副主席。出席過聯合國第四次世界婦女大會（1995年在北京舉行）、联合国第二次人类住区会议（1996年在伊斯坦堡舉行）等會議。
2004年，她當選為第50選區的喬治亞州參議院議員。直到2008年在共和黨初選中被吉姆·巴特沃思擊敗為止。
2010年3月26日，時年73歲的雪佛及其丈夫布魯斯（時年74歲）在位於哈伯沙姆郡的住家中雙雙死於槍擊。